# Sean Russell
Sean Thomas Russell (* 1952 in Toronto, Ontario) ist ein kanadischer Fantasy-Autor und Autor von historischen Seeromanen.

## Leben
Im Alter von drei Jahren zog Russell mit seiner Familie in einen damals ländlichen Außenbezirk der Stadt, in dem sie in einer Hütte am Strand des Ontariosees wohnten. Das Leben an der Küste weckte seine Liebe zum Wasser, die in vielen seiner Bücher deutlich wird. In seiner Kindheit faszinierten ihn die Abenteuerromane von Mark Twain. Bereits im Alter von 10 Jahren beschloss er, Schriftsteller zu werden. Zur Fantasy kam er allerdings erst viel später, inspiriert vor allem durch die Lektüre von J. R. R. Tolkiens Der Herr der Ringe. Nach dem Studium zog er zunächst nach Vancouver, zwei Jahre später dann nach Vancouver Island, wo er auch heute noch mit seiner Familie lebt. Seinen ersten Roman schrieb er 1991 und hat sich seitdem einen Namen als Autor anspruchsvoller Fantasy gemacht.

## Werk

### Barbaren (Initiate Brother)
- Vol. 1: The Initiate Brother, 1991

Band 1: Der Erleuchtete, Heyne, 2000, ISBN 3-453-16235-8
- Vol. 2: Gatherer of Clouds, 1992

Band 2: Wolkensammler, Heyne, 2001, ISBN 3-453-17901-3
Band 3: Der goldene Khan, Heyne, 2001, ISBN 3-453-18804-7

### Tristam Flattery (Moontide and Magic Rise)
- Vol. 1: World Without End, 1994

Band 1: Welt ohne Ende, Bastei-Lübbe, 2001, ISBN 3-404-20405-0
- Vol. 2: Sea Without a Shore, 1996

Band 2: Meer ohne Ufer, Bastei-Lübbe, 2001, ISBN 3-404-20410-7

### Der Fluß in die Finsternis (The River into Darkness)
- Vol. 1: Beneath the Vaulted Hills, 1997

Band 1: Das Reich unter den Hügeln, Ullstein, 2001, ISBN 3-548-25160-9
- Vol. 2: The Compass of the Soul, 1998

Band 2: Der Seelenkompaß, Ullstein, 2002, ISBN 3-548-25313-X (geplant, aber nicht veröffentlicht)
- Vol. 1–2: The River into Darkness, 1998

### Memoirs of a Bow Street Runner
Diese Romane hat Sean Russell zusammen mit Ian Dennis geschrieben und unter dem gemeinsamen Pseudonym T. F. Banks veröffentlicht.
- Vol. 1: The Thief Taker, 2001
- Vol. 2: The Emperor's Assassin, 2003

### Das verlorene Königreich (Swans' War)
- Vol. 1: The One Kingdom, 2001

Band 1: Nachtvogel, Heyne, 2003, ISBN 3-453-87200-2
Band 1: Nachtvogel, Heyne, 2006, ISBN 3-453-53244-9
Band 1: Der Krieg der Schwäne, Ullstein, 2001, ISBN 3-550-08339-4 (geplant, aber nicht veröffentlicht)
- Vol. 2: The Isle of Battle, 2002

Band 2: Goldvogel, Heyne, 2004, ISBN 3-453-87792-6
Band 2: Goldvogel, Heyne, 2006, ISBN 3-453-53243-0
- Vol. 3: The Shadow Roads, 2004

Band 3: Sturmvogel, Heyne, 2005, ISBN 3-453-53067-5 (geplant, aber nicht veröffentlicht)
Band 3: Sturmvogel, Heyne, 2006, ISBN 3-453-53245-7

### Themis Serie
Die Historischen Seeromane spielen in den Jahren 1793/94, also in den Jahren nach der Französischen Revolution von 1789. Robespierres Schreckensherrschaft wird genauso thematisiert wie der Wohlfahrtsausschuss und die blutigen Revolutionstribunale. Die militärischen Auseinandersetzungen zwischen Frankreich und England finden während des Ersten Koalitionskrieges statt.
Hauptfigur der Seeromane ist Charles Hayden, der seine Karriere als Erster Leutnant an Bord der englischen Fregatte "HMS Themis" beginnt.
Russell schreibt sehr überzeugend in der Tradition klassischer Seeromane von Autoren wie C. S. Forester (Horatio Hornblower-Reihe) und Patrick O’Brian (Aubrey-Maturin-Serie um den britischen Marineoffizier Jack Aubrey und den irisch-katalanischen Schiffsarzt Stephen Maturin).
Band 1: Unter feindlicher Flagge, Bastei Lübbe, 2011, Übers. H. Hanowell, ISBN 978-3-404160419 (Original: Under Enemy Colours (2007))
Band 2: Die letzte Eskorte, Bastei Lübbe, 2012, Übers. H. Hanowell, ISBN 978-3-404166510 (Original: A Battle Won (2010))
Band 3: Zu feindlichen Ufern, Bastei Lübbe, 2013, Übers. H. Hanowell, ISBN 978-3-404168491 (Original: A Ship of War (2012) - bzw. Take, Burn or Destroy (2013 US-Titel))
Band 4: Gegen den Wind, Bastei Lübbe, 2015, Übers. H. Hanowell, ISBN 978-3-404171354 (Original: Until the Sea Shall Give up Her Dead (2014))
1793 wird Charles Hayden – er hat eine bretonische Mutter und einen englischen Vater – Leutnant auf der Fregatte "HMS Themis" und dient unter Kapitän Josiah Hart, einem harten und unbarmherzigen, aber letzten Endes auch feigen Offizier der Royal Navy. Während die "Themis" gegen feindliche Schiffe bestehen muss, gerät Hayden zwischen die Fronten einer meuternden Crew und ihres brutalen, uneinsichtigen Kapitäns.
Ab Winter 1793 ist Hayden, nachdem Kapitän Hart abberufen wurde, stellvertretender Kapitän der "HMS Themis" und erhält den Auftrag einen Versorgungskonvoi ins Mittelmeer zu eskortieren.
Im Frühjahr 1794 lautet Haydens Auftrag, in Le Havre Kontakt mit einem britischen Spion aufzunehmen, der von Invasionsplänen der französischen Armee weiß. Hayden und seine Crew der "Themis" geraten in Gefangenschaft und müssen sich auf eigene Faust im Feindesland durchschlagen. Ein Wettlauf mit der Zeit beginnt.
Im letzten Band der "Themis-Reihe" führt der Auftrag die "HMS Themis" in die Karibik, um den Feind dort zu bekämpfen. Unterwegs nimmt die "Themis" spanische Schiffbrüchige auf, die mehr Bedeutung erlangen, als es auf den ersten Blick den Anschein hat.
In der "Themis-Reihe" begegnet der Leser einem festen Kreis von Hauptfiguren aus der Offiziersmesse, darunter Kapitän Charles Hayden, dem Leutnant der Seesoldaten Hawthorne, dem Schiffsarzt Griffiths, dem Ersten Leutnant Archer und dem Midshipman Wickham. Die Liebesbeziehung zwischen Hayden und Henrietta zieht sich durch mehrere Bände. Russell versteht es, diese Charaktere zu entwickeln und mit ihren Eigenarten auf vielschichtige Weise zu porträtieren.